# 賭博者 (プロコフィエフ)

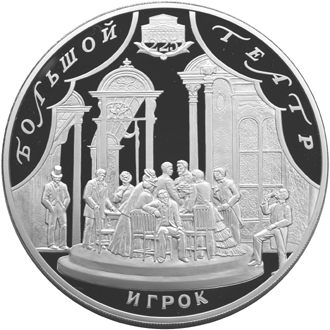
ボリショイ劇場225周年記念の100ルーブル硬貨（裏面）。「賭博者」の舞台が描かれている

「賭博者」（ロシア語: Игрок, ラテン文字転写: Igrok）作品24は、セルゲイ・プロコフィエフの作曲したオペラ。フョードル・ドストエフスキーの同名の小説を原作とし、リブレットは作曲者自身による。題名は「賭博師」とも表記される。

## 作品
1915年、イタリアでセルゲイ・ディアギレフと対面したプロコフィエフは『賭博者』をオペラ化する計画を持ちかけているが、ディアギレフは興味を示さなかった。同年にマリインスキー劇場のアルバート・コーツから依頼を受けたプロコフィエフは「賭博者」の作曲を開始し、1916年4月にはピアノスコアが完成、1917年1月にはオーケストレーションも完成している。しかし作品は演奏者から反発を受け、さらに2月革命の混乱のなかでマリインスキー劇場での初演は立ち消えとなる。
1918年にプロコフィエフが国外へ移住した際、総譜はマリインスキー劇場に残された。しかし1927年の一時的な帰国を期に、フセヴォロド・メイエルホリドの求めに応じてプロコフィエフは「賭博者」へ全面的な改訂を施し、第二稿が作られる。ただ、メイエルホリドの計画した初演はロシア・プロレタリア音楽家同盟の反発によってふたたび中止となり、初演は1929年4月29日、ブリュッセルのモネ劇場においてフランス語台本で行われた。1930年の出版は第二稿にもとづいて行われ、演奏されないままだった第一稿の初演は2001年6月5日になって、ゲンナジー・ロジェストヴェンスキーの指揮によってボリショイ劇場で行われている。
ドストエフスキーの作品にもとづく歴史上初めてのオペラであるとともに、音楽院卒業後のプロコフィエフが初めて完成させたオペラである。当時モダニズムを標榜し、モデスト・ムソルグスキーのオペラ「結婚」の急進的なリアリズムに影響されていたプロコフィエフは、韻文や非リアリズム的な合唱の配置、重唱といったオペラ的な慣習を一様に廃し、「対話オペラ」の伝統に従った朗誦様式（declamatory style）のレチタティーヴォと、緊張感が高く辛辣な響きの管弦楽によって作品を構成した。上演機会は散発的で、国際的なレパートリーに定着することはなかったが、ミハイル・タラカーノフ（Mikhail Tarakanov）が1995年に発表したロシア音楽史の文献では、1920年代のソビエト連邦を代表するオペラの一つとして挙げられている。
なお、ドミトリ・ショスタコーヴィチは1941年から1942年にかけオペラ「賭博師」（あるいは「賭博者」）の作曲を手がけ未完に終わっているが、これはニコライ・ゴーゴリの戯曲にもとづく。

## 配役
"The New Grove Dictionary of Opera"とキーロフ劇場盤CD解説書を参照した。
| 人物名     | 原名                   | 声域                             | 説明           |
| ---------- | ---------------------- | -------------------------------- | -------------- |
| アレクセイ | Алексей (Alexey)       | テノール                         |                |
| ポリーナ   | Полина (Polina)        | ソプラノ                         |                |
| 将軍       | Генерал (General)      | バス                             | ポリーナの養父 |
| おばあさま | Бабуленька (Babulenka) | メゾソプラノ                     | 将軍の伯母     |
| 侯爵       | Маркиэ (Marquis)       | テノール                         |                |
| アストリー | Астлей (Mr. Astley)    | バリトン                         |                |
| ブランシュ | Бланш (Blanche)        | メゾソプラノあるいはコントラルト | 将軍の婚約者   |

- その他……男爵夫妻、ニリスキー公、ポタープィチ、賭博者たち、胴元たち、青ざめた婦人、など

## 物語
"The New Grove Dictionary of Opera"とメトロポリタン・オペラサイトのページを参照した。ドストエフスキーの原作から冒頭部分と結末部分を省略したほかは、物語の進行を大きく変えずに台本化されている。

### 第1幕
1865年、ドイツの架空の保養地、ルーレテンベルク。将軍の家へ家庭教師として勤めているアレクセイは、将軍の養女であるポリーナに想いを寄せている。彼はポリーナに頼まれるままに彼女の宝石を質に入れてルーレットに挑むが、全額を使い果たしてしまう。さらにポリーナへの忠誠を証明するため彼は命令に応え、通りかかった男爵夫妻をからかう。

### 第2幕
男爵と悶着を起こしたことで将軍はアレクセイを解雇し、アレクセイは憤る。ポリーナを慕うイギリス人のアストリーが現れ、アレクセイは将軍の家の事情について聞かされる。困窮する将軍は侯爵から多額の借金をしていた。病身のおばあさま（伯母）が近いうちに死んで、その遺産によって借金を清算し、婚約者のブランシュと結婚する日を将軍は待ち望んでいるのだという。そこへ病身のはずのおばあさまが登場し、将軍に財産を遺しはしないと宣言する。

### 第3幕
おばあさまはルーレットで財産の大半を使い果たし、動揺する将軍はアレクセイにおばあさまを止めるよう懇願するが彼はなにもできない。おばあさまは賭博場を後にし、ブランシュに去られた将軍は絶望する。

### 第4幕

#### 第1場
ポリーナがアレクセイの部屋を訪ねてくる。侯爵が自身もルーレットで大金を失くし、将軍の借金を返すようポリーナに迫ってきたのだという。アレクセイはポリーナを救うため部屋を飛び出していく。

#### 第2場
賭博場でアレクセイはルーレットに挑み、大勝ちを重ねる。賭けにのめりこむアレクセイに周囲は恐れを抱く。

#### 第3場
大金を手にしたアレクセイはポリーナに札束を渡すが、ポリーナはそれを叩きつけて去っていく。賭博場での幸運に浸るアレクセイがひとり残される。

## 4つの描写と終結
プロコフィエフは1931年に、オペラの音楽を再編集した管弦楽組曲「『賭博者』による4つの描写と終結」（"Four Portraits and Dénoument from 'The Gambler' ". 「4つの肖像と終幕」とも）Op.49 を編んでいる。第1-4曲は特定の場面の抜粋ではなく、4人の登場人物それぞれに関わる音楽がオペラ全体から切りとられて再構成されている。第5曲は第4幕のルーレットの場面の前後を編集したもので、ルーレットの回転をあらわす動機がリトルネロ風に扱われる。
1. Alexis. Allegro passionato
2. La Grand-mère. Moderato
3. Le Général. Moderato
4. Pauline. Moderato
5. Dénouement. Allegro